# Kiryat-Malakhi
Kiryat-Mal'akhi (קרית מלאכי) est une municipalité du district sud d'Israël fondée en 1951, à l'emplacement d'un camp de transit (en hébreu ma'abara) aménagé par les autorités pour les immigrants juifs dans les premières années après la création d'Israël. Le camp a été transformé au milieu des années 1950 en une ville de développement.
Du point de vue de la politique d'aménagement du territoire, le choix de fonder là une ville nouvelle est lié à l'emplacement : Kiryat Malachi a été édifiée au croisement de deux autoroutes dont l'une relie Beersheba et Tel Aviv, et l'autre relie la Méditerranée et Gaza à Jérusalem.
Son appellation ("Kiryat-Mal'akhi" - "Ville angélique") rend hommage à la communauté juive de Los Angeles.
Kiryat-Mal'akhi compte 25 022 habitants en 2021.
La municipalité appartient à l'agglomération-Sud d'Israël.